# Csaroda, Szabolcs-Szatmár-Bereg
Csaroda  este un sat în districtul Vásárosnamény, județul Szabolcs-Szatmár-Bereg, Ungaria, având o populație de 558 de locuitori (2011). 

## Demografie
Componența etnică a satului Csaroda
     Maghiari (99,42%)
     Ucraineni (0,58%)
Componența confesională a satului Csaroda
     Reformați (75,99%)
     Romano-catolici (5,56%)
     Fără religie (3,23%)
     Greco-catolici (1,61%)
     Necunoscută (13,62%)
Conform recensământului din 2011, satul Csaroda avea 558 de locuitori. Din punct de vedere etnic, majoritatea locuitorilor (99,42%) erau maghiari.  Din punct de vedere confesional, majoritatea locuitorilor (75,99%) erau reformați, existând și minorități de romano-catolici (5,56%), persoane fără religie (3,23%) și greco-catolici (1,61%). Pentru 13,62% din locuitori nu este cunoscută apartenența confesională.